# Trididemnum natalense
Trididemnum natalense är en sjöpungsart som beskrevs av Wilhelm Michaelsen 1920. Trididemnum natalense ingår i släktet Trididemnum och familjen Didemnidae. Inga underarter finns listade i Catalogue of Life.